# Сибія велика
Си́бія велика (Actinodura souliei) — вид горобцеподібних птахів родини Leiothrichidae. Мешкає в Китаї і В'єтнамі.

## Підвиди
Виділяють два підвиди:
- A. s. souliei Oustalet, 1897 — південний Сичуань і північно-західний Юньнань;
- A. s. griseinucha Delacour & Jabouille, 1930 — південний Юньнань, північно-західний В'єтнам.

## Поширення і екологія
Великі сибії живуть у вологих гірських тропічних лісах. Зустрічаються на висоті від 1700 до 3300 м над рівнем моря. Живляться переважно безхребетними.